# Sikorsky Ruski vitez
Sikorski Ruski Vitjaz (rusko Русский витязь - Ruski Vitez) je bilo prvo štirimotorno letalo na svetu.Zasnoval ga je Igor Sikorski, proizvajalo pa ga je podjetje R-BVZ (Ruso-Baltiskij vagonji zavod) iz Sankt Peterburga. Letalo je prvič poletelo 10. maja 1913, zgradili so samo prototip.
Sikorski je začel delati na S-21 leta 1911. Do takrat še ni bilo letala, ki bi lahko dvignil 600 kg tovora. Ko so znanstveniki slišali za Ruskega viteza so napovedovali popoln polom, niso verjeli, da lahko tako veliko letalo sploh leti. 

## Tehnične specifikacije
Splošne značilnosti
- Posadka: 3
- Število sedežev: do 7 potnikov
- Dolžina: 20 m (65 ft 7 in)
- Razpon zgornjega krila: 27 m (88 ft 7 in)
- Razpon spodnjega krila: 20 m (65 ft 7 in)
- Višina: 4 m (13 ft 1 in)
- Površina kril: 120 m2 (1.300 sq ft)
- Teža praznega letala: 3.400 kg (7.496 lb)
- Bruto teža: 4.000 kg (8.818 lb)
- Maks. vzletna teža: 4.940 kg (10.891 lb)
- Pogon letala: 4 × Argus As I 4-valjni vrstni vodno hlajeni motor, 75 kW (100 hp)  vsak

Zmogljivost
- Maks. hitrost: 90 km/h (56 mph; 49 kn)
- Doseg: 170 km (106 mi; 92 nmi)
- Višina leta: 600 m (1.969 ft)